# Radíkovice
Radíkovice (deutsch Radikowitz) ist eine Gemeinde in Tschechien. Sie liegt zehn Kilometer westlich des Stadtzentrums von Hradec Králové und gehört zum Okres Hradec Králové.

## Geographie
Radíkovice befindet sich in der Talmulde des Radostovský potok, eines linken Zuflusses der Bystřice, auf der Ostböhmischen Tafel. Nordöstlich liegt das Waldgebiet des Přímský les.
Nachbarorte sind Jehlice und Nový Přím im Norden, Horní Přím und Stěžírky im Nordosten, Těchlovice im Osten, Hvozdnice im Südosten, Libčany im Süden, Želí im Südwesten, Radostov im Westen sowie Hrádek im Nordwesten.

## Geschichte
Die erste schriftliche Erwähnung von Radíkovice erfolgte im Jahre 1365, als es die Brüder Svatomír und Hynek von Hořic im Zuge einer Besitzteilung erhielten. Seit 1415 ist eine Feste nachweisbar.

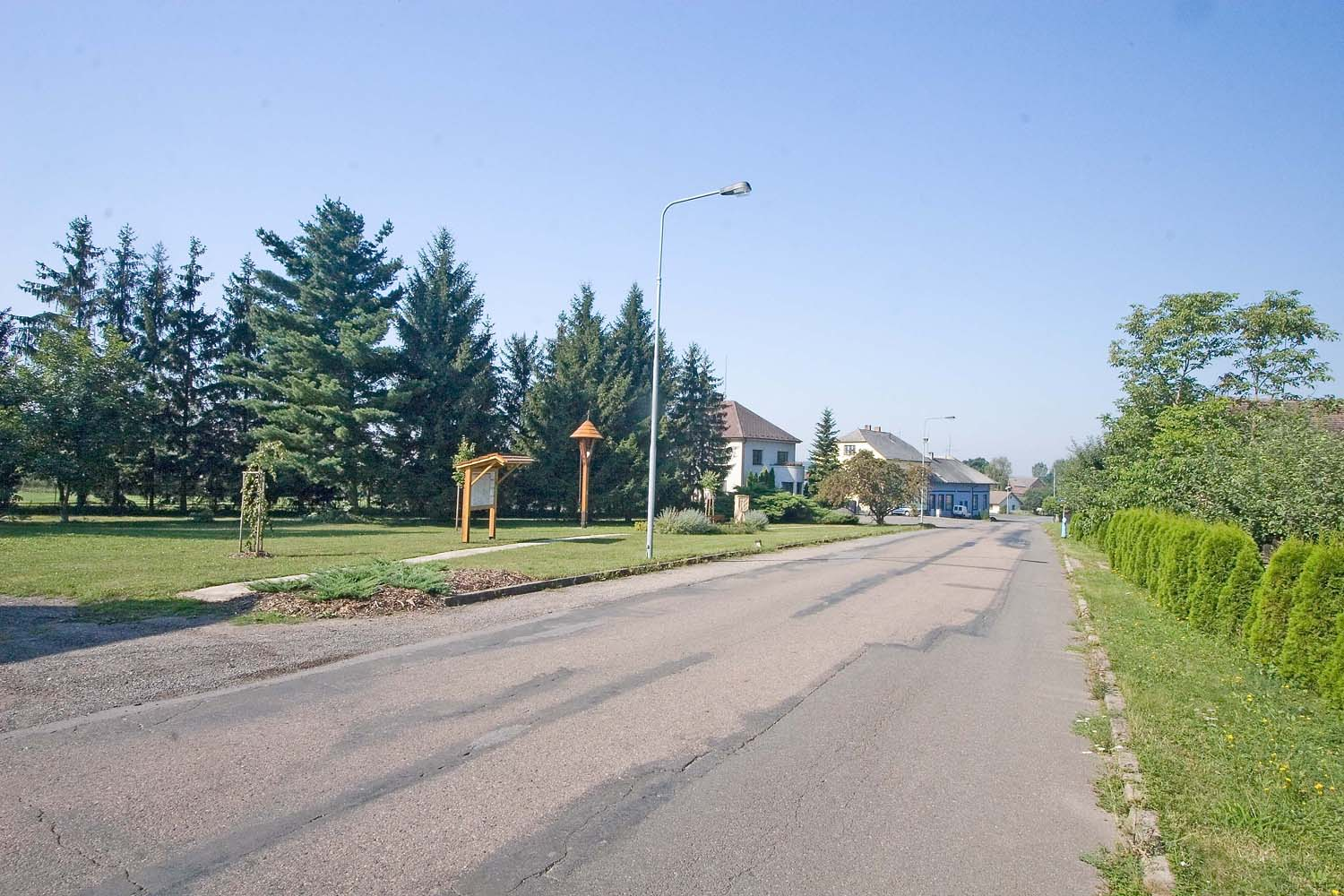
Dorfanger

Nach der Aufhebung der Patrimonialherrschaften bildete Radíkovice ab 1850 eine Gemeinde im Bezirk Hradec Králové. 1949 wurde sie dem Okres Hradec Králové-okolí zugeordnet. Seit 1961 gehört Radíkovice wieder zum Okres Hradec Králové. Zwischen 1985 und 1991 war Radíkovice zu Libčany eingemeindet. Mit Beginn des Jahres 1992 besteht die Gemeinde wieder.

## Gemeindegliederung
Für die Gemeinde Radíkovice sind keine Ortsteile ausgewiesen.

## Sehenswürdigkeiten
- Reste der Feste auf dem Platz "Na valech".